# Myrmecophilus wahrmani
Myrmecophilus wahrmani är en insektsart som beskrevs av Lucien Chopard 1963. Myrmecophilus wahrmani ingår i släktet Myrmecophilus och familjen Myrmecophilidae. Inga underarter finns listade i Catalogue of Life.